# Rzęsa garbata
Rzęsa garbata (Lemna gibba L.) – gatunek byliny należący do rodziny obrazkowatych. Występuje w strefie klimatu umiarkowanego na całym niemal świecie z wyjątkiem Australii i Ameryki Południowej. W Polsce jest rośliną rozpowszechnioną, występującą na powierzchni zbiorników wodnych i rowów.

## Morfologia
PędMałe okrągłe człony pędowe (średnica do 5 mm) z grubą warstwą miękiszu powietrznego (występują także formy płaskie) i pojedynczym korzeniem. Pędy są spłaszczone z wierzchu i wypukłe od spodu. Wewnątrz zawierają przestwory powietrzne tworzące dwie warstwy, z których niższa osiąga ponad 0,3 mm grubości oraz 3-5 wiązek przewodzących. Pływają po powierzchni wody. Rośliny rozmnażają się głównie wegetatywnie przez podział pędów.
KwiatyBardzo zredukowane, bez okwiatu, jednopłciowe. Kwiaty żeńskie składają się tylko z 1 słupka, kwiaty męskie z 2 pręcików. Powstają w zagłębieniu górnej powierzchni członu. Tworzą się jednak bardzo rzadko i przeważnie są płonne. Kwitną w kwietniu, zapylane są przez ślimaki lub chrząszcze.
OwocSuchy, niepękający. Jajowaty, zawierający 2-6 nasion. Owoce wraz z całymi roślinami rozsiewane są przez ptaki wodne (zoochoria).

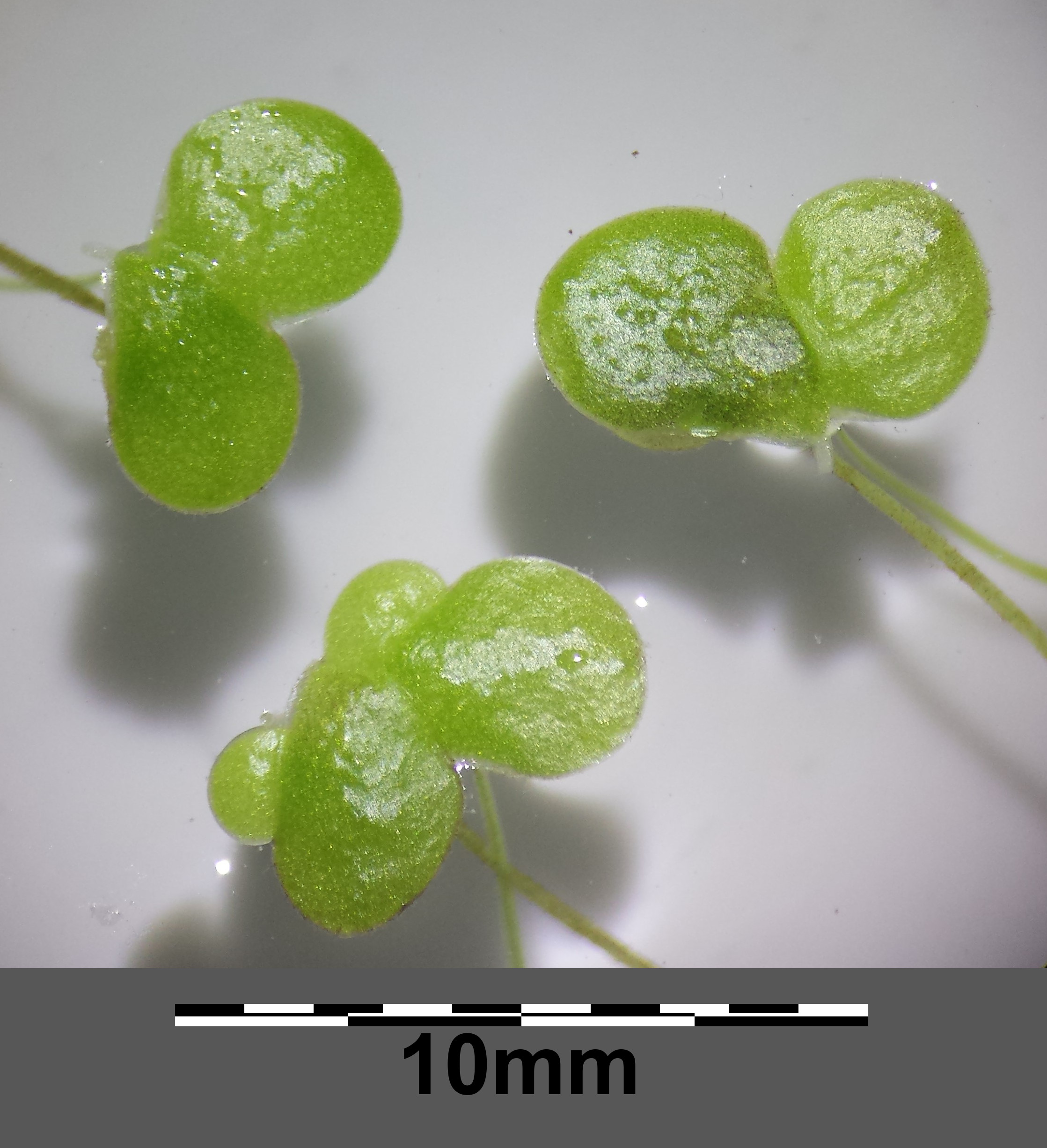
Widok z góry
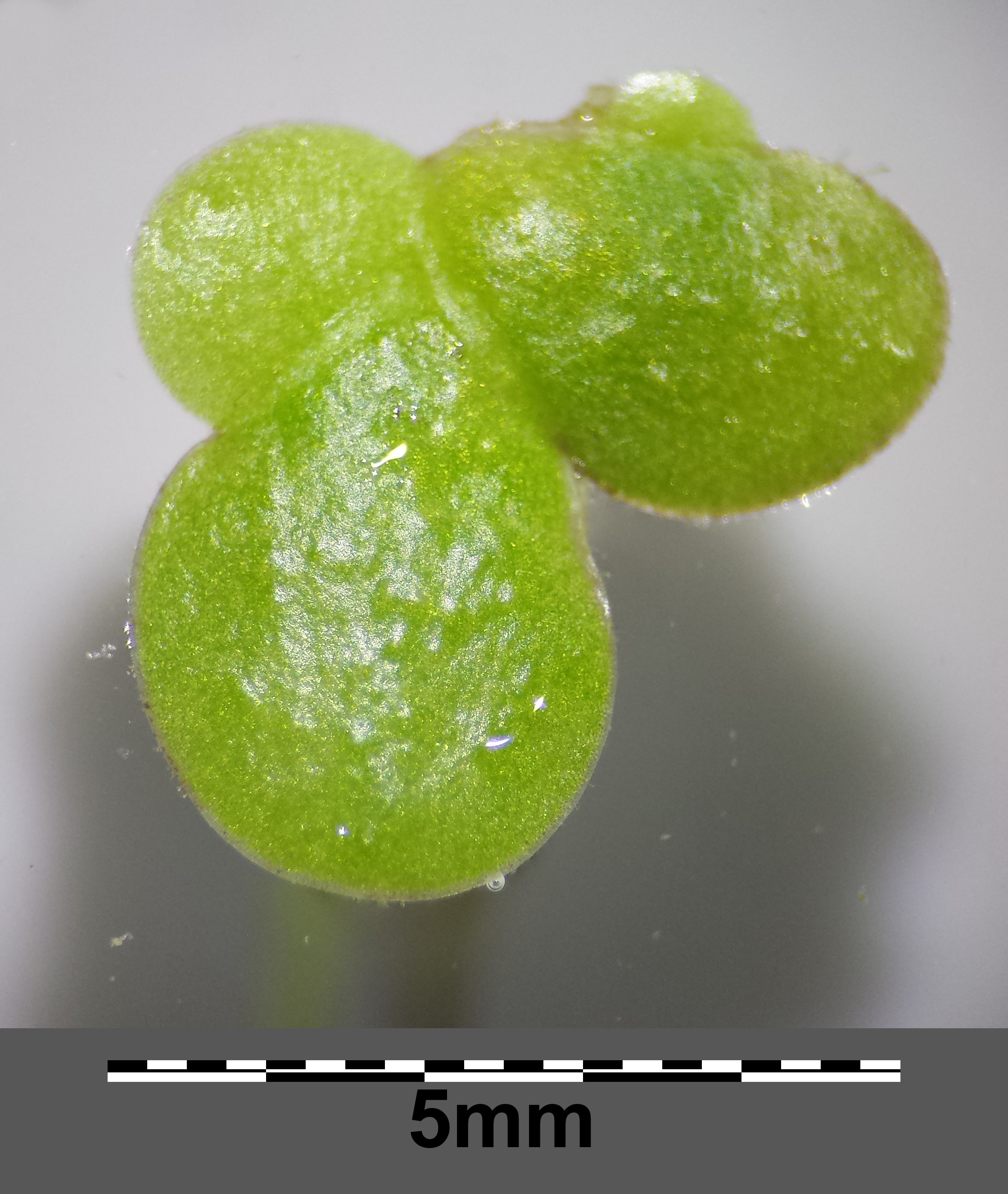
Widok z góry
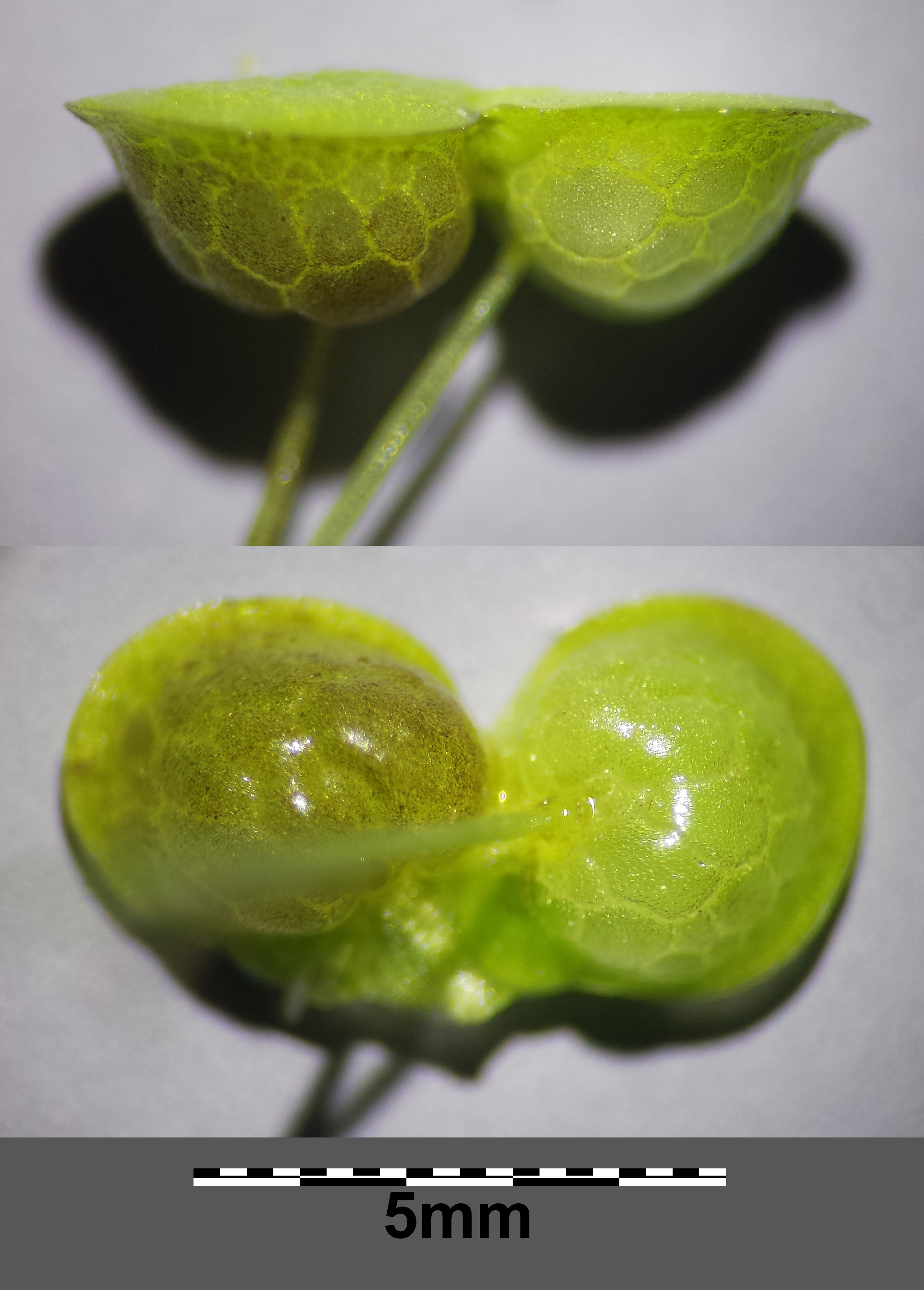
Widok z boku i od spodu

## Ekologia
Hydrofit. Występuje w wodach stojących, przeważnie w niedużych zbiornikach wodnych (starorzecza, stawy) oraz w rowach i kanałach. Roślina nitrofilna, dobrze znosząca zanieczyszczenia ściekami komunalnymi. Najczęściej występuje w wodach o dużej zawartości substancji organicznych (eutroficznych). Zimuje na dnie zbiornika wodnego, albo wmarznięta w lód. Często tworzy jednogatunkowe skupiska, zarastając powierzchnie wody gęstym i grubym kożuchem, uniemożliwiając rozwój roślinności podwodnej. Jest gatunkiem charakterystycznym dla związku Lemnion gibbae i zespołu Lemnetum gibbae.